# Chrysler Imperial (1989)
Chrysler Imperial – samochód osobowy klasy luksusowej produkowany pod amerykańską marką Chrysler w latach 1989–1993.

## Historia i opis modelu

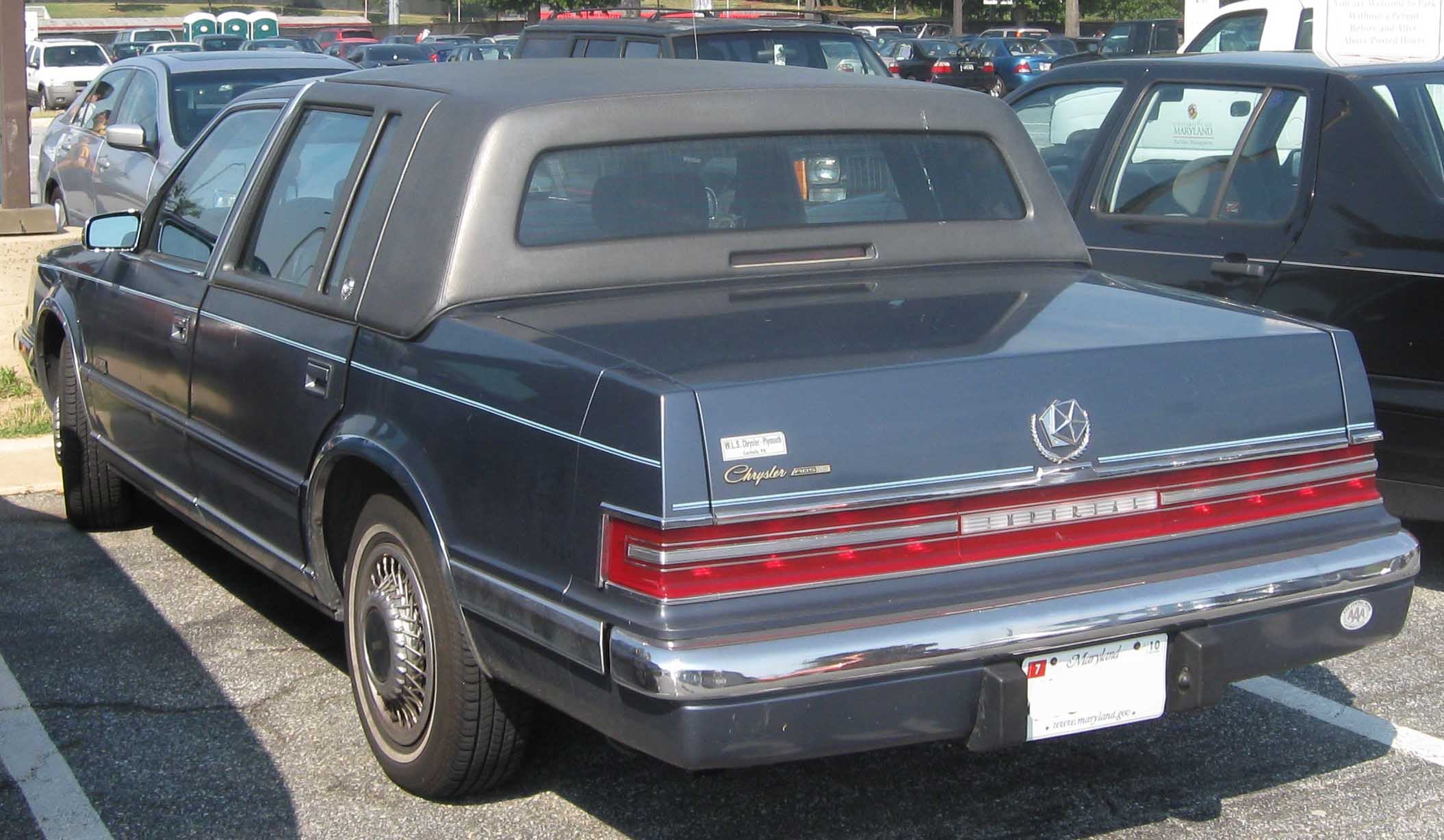
Chrysler Imperial – tył

Po tym, jak w 1955 roku Chrysler porzucił koncepcję oferowania swojego sztandarowego modelu Imperial pod własną marką, przez kolejne 20 lat, a następnie w latach 1980–1983 samochód oferowany był pod niezależną, własną marką Imperial. Po wycofaniu ostatniej, szóstej generacji, Chrysler zdecydował się powrócić w 1989 roku do oferowania Imperiala pod własną marką, prezentując zupełnie nowy model zbudowany na platformie Y-body. Bliźniaczymi konstrukcjami w ofercie Chryslera, które pozycjonowano poniżej Imperiala, były modele New Yorker Fifth Avenue oraz New Yorker. Charakteryzowały się innymi detalami w wyglądzie i różnym poziomem wyposażenia.
Do jego napędu użyto silników V6 o pojemności 3,3 i 3,8 litra. Napęd przenoszony był na oś przednią poprzez 4-biegową automatyczną skrzynię biegów. Produkcję zakończono w 1993 roku, a przez cztery lata produkcji powstało 41 276 egzemplarzy modelu.

### Następca
W 1993 roku Chrysler zaprezentował nową limuzynę LHS, która zastąpiła w ofercie model Imperial. W tym momencie producent na stałe porzucił używanie nazwy Imperial pod jakąkolwiek postacią.

### Silniki
- V6 3.3l EGA
- V6 5.8l EGH